# Terrapieno (Cézanne)
Terrapieno è un dipinto a olio su tela (80x129 cm) realizzato nel 1870 dal pittore Paul Cézanne. È conservato nella Neue Pinakothek di Monaco.
Lo stile del paesaggio rivela il contatto di Cézanne con gli impressionisti.
Cézanne si rifà in quest'opera anche ai grandi lavori del realista Gustave Courbet.